# Navalmoral
Navalmoral – gmina w Hiszpanii, w prowincji Ávila, w Kastylii i León, o powierzchni 43,35 km². W 2011 roku gmina liczyła 417 mieszkańców.